# Shejiang
Shejiang (kinesiska: 畲江) är en köping i sydöstra Kina. Den ligger i stadsdistriktet Meixian i staden Meizhou i provinsen Guangdong,  omkring 290 kilometer öster om provinshuvudstaden Guangzhou. Antalet invånare är 36 417. Befolkningen består av 18 694 kvinnor och 17 723 män. Barn under 15 år utgör 18,0 %, vuxna 15-64 år 71 %, och äldre över 65 år 9,0 %.